# إرمونت
إرمونت، هي بلدية في شمال ضواحي باريس، فرنسا. تقع على بعد 17.2 كيلومتر (10.7 ميل) عن وسط باريس. ويبلغ عدد سكانها حوالي 28000 نسمة، مما يجعل إرمونت واحدة من أهم المدن في فال دواز. شهدت إيرمونت تمدداً حضرياً سريعاً بفضل النقل بالسكك الحديدية والتصنيع، حيث بلغ عدد سكان إرمونت 9000 فقط بعد الحرب العالمية الثانية إلى أكثر من 28000 نسمة الٱن.

## المواصلات
يتم تقديم إرمونت بواسطة محطة إرمونت إيبون وهي محطة تبادل على خط باريس RER C، على خط سكة حديد الضواحي ترانسيلاين باريس نورد، وعلى خط سكة حديد الضواحي ترانسيلاين باريس –ساينت لازار.
يخدم إيرمونت أيضًا محطة قارد دي سيرناي وهي محطة تبادل على خط باريس RER C، وعلى خط سكة حديد ترانسيلاين باريس – نورد في الضواحي.
تخدم إرمونت أيضًا محطتين على خط سكة حديد الضواحي إرمونت هالت ترانسيلاين نورد وقورس نويار – ساينت- برايكس.

## شخصيات
- مارك فوكان، رياضي
- إيفون ليفيبور، عازفة بيانو موسيقية ومعلمة
- بيير ليريس، مترجم
- هبوط ساني، لاعب كرة سلة
- دي جي ثعبان، دي جي ومنتج تسجيل
- أليس تاغليوني، ممثلة

## المدن التوأم - المدن الشقيقة
توأمة Ermont مع:
- أدريا, Italy
- بانبوري, England, United Kingdom
- Lampertheim, Germany
- لوشة, Spain
- Longwan (Wenzhou), China
- مالديخيم, Belgium
- Świdnica, Poland

## روابط خارجية
- الموقع الرسمي باللغة الفرنسية
- استخدامات الأراضي (IAURIF)   باللغة الإنجليزية